# Helmut Lutz

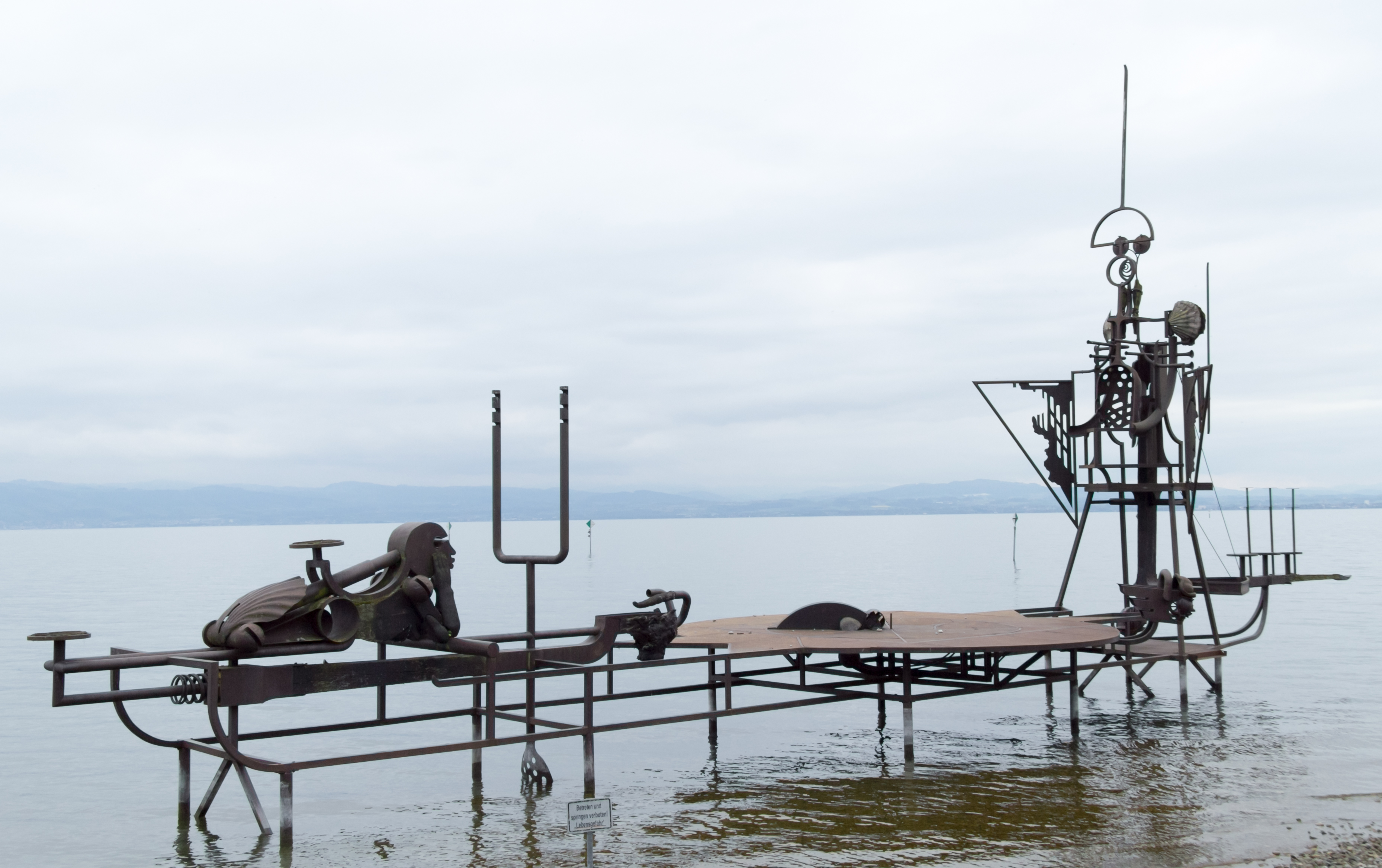
Klangschiff „Im Augenblick“ (1994) in Friedrichshafen

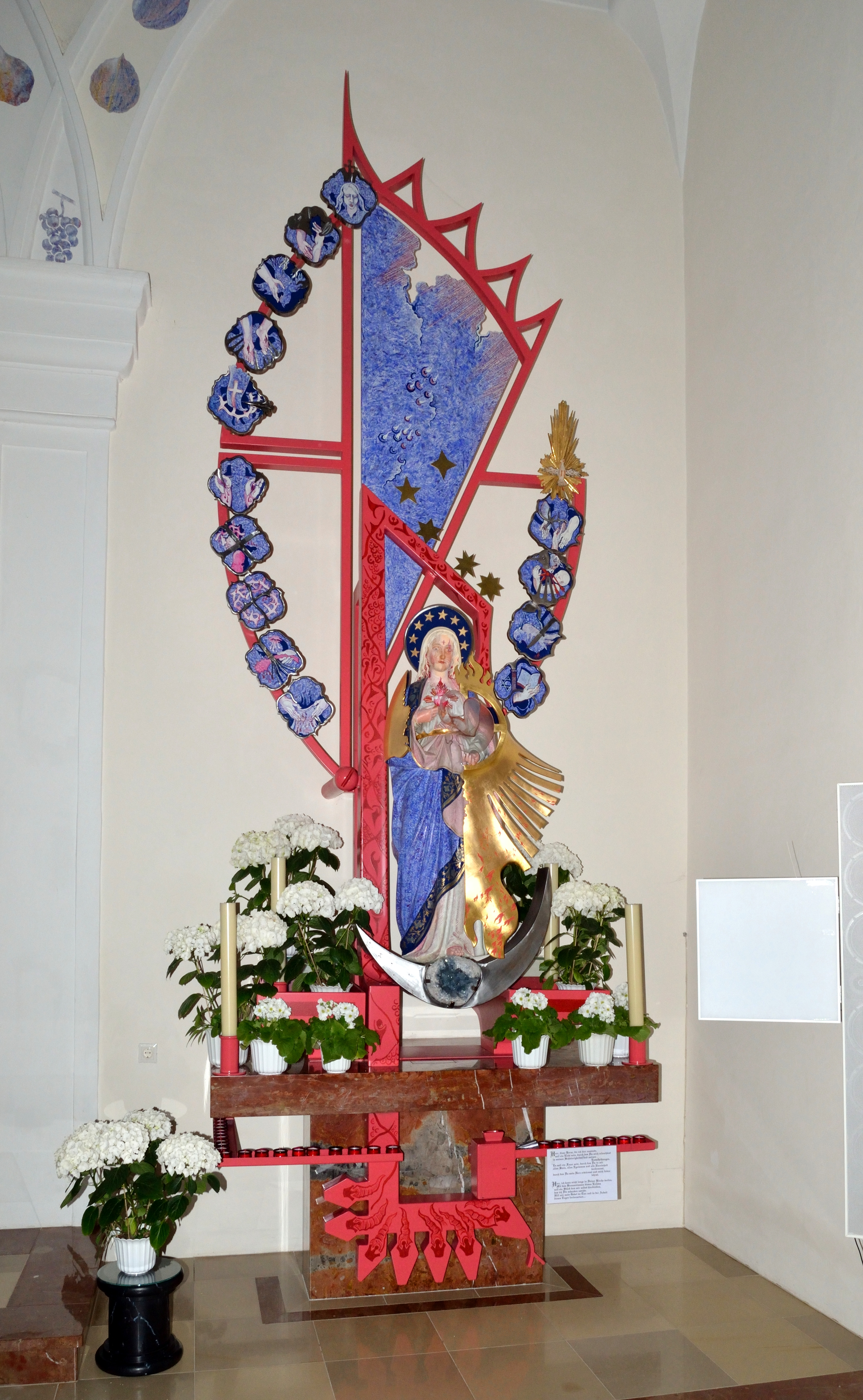
Seitenaltar in der Pfarrkirche Weißenkirchen an der Perschling

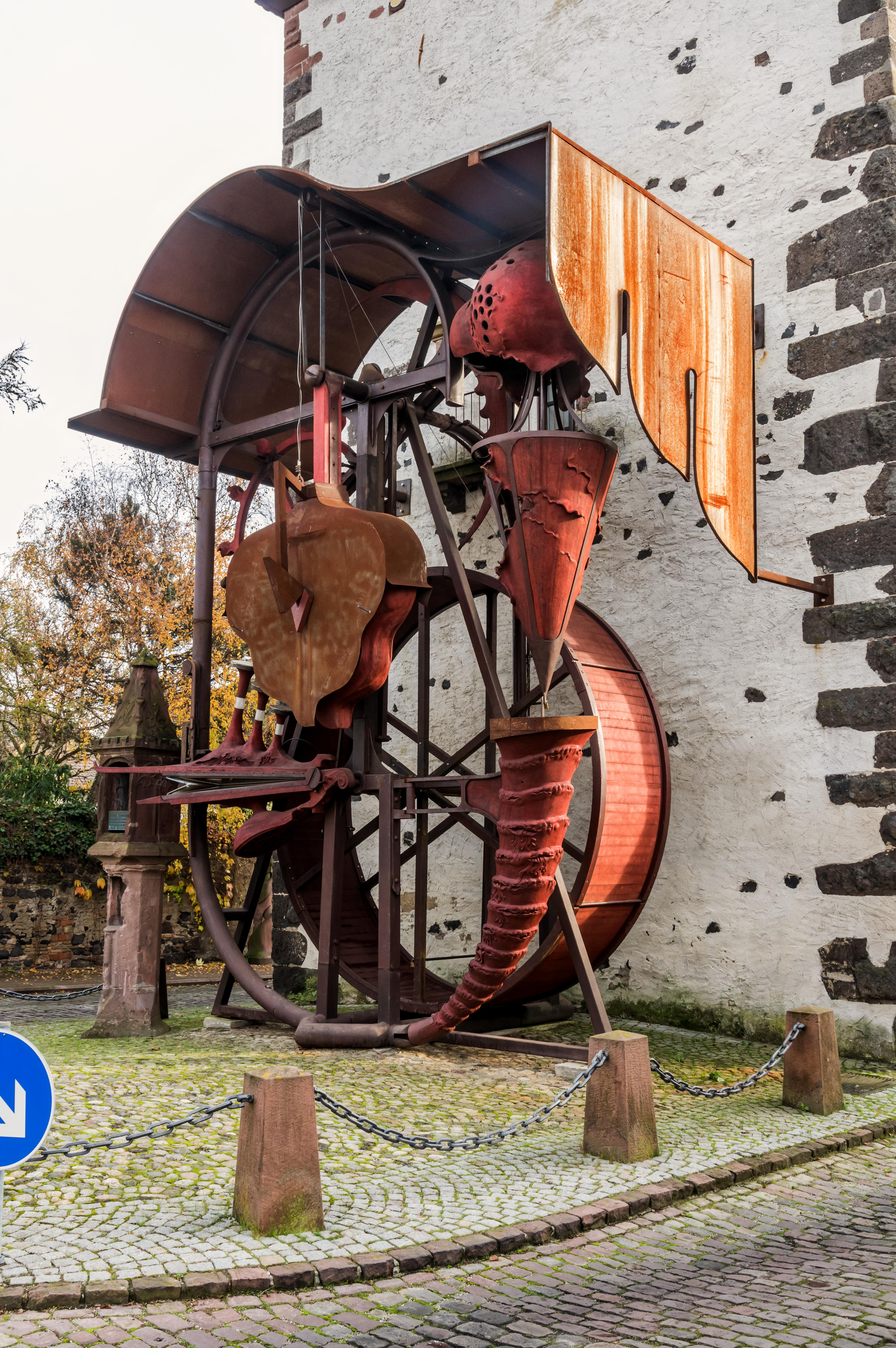
Die Radbühne. Kunstwerk am Radbrunnenturm auf dem Münsterberg in Breisach am Rhein

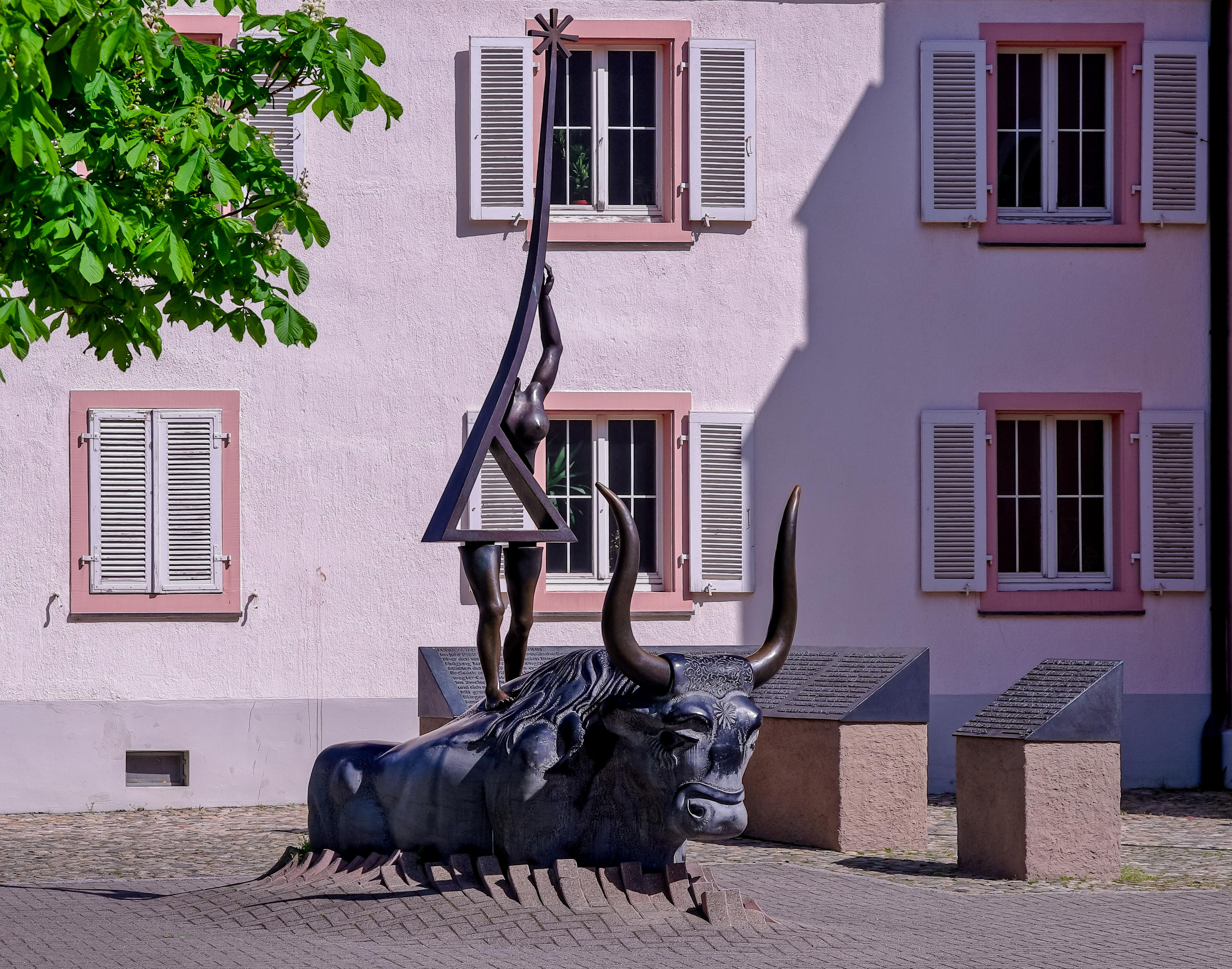
Europa greift nach den Sternen. Münsterplatz Breisach

Helmut Lutz (* 28. März 1941 in Freiburg im Breisgau) ist ein deutscher Bildhauer und Autor von Mysterienspielen.

## Leben
Lutz studierte von 1958 bis 1961 an der Staatlichen Akademie der Bildenden Künste in Karlsruhe bei Hans Meyboden und Emil Wachter. Seit 1971 arbeitet er in Breisach am Rhein. Von 1978 bis 1982 schuf er dort zusammen mit der von ihm geleiteten „Breisacher Schule“ die Skulpturenbühne „Sternenweg“. Die als Stätte für Mysterienspiele genutzte Anlage ging ab 1982 auch auf Tournee durch europäische Städte und Jerusalem, bis sie 2005 ihren endgültigen Platz in Sarajewo fand.
Lutz gestaltete mehr als 35 Kirchen in Deutschland und anderen Ländern, oft mit von ihm entworfenen Gesamtkonzepten, die vorhandene und neue Skulpturen, die Wandgestaltung und architektonische Elemente umfassen.

## Ehrungen
- 2003 Bundesverdienstkreuz am Bande für seine Verdienste um die deutsch-französische Freundschaft

## Werke (Auswahl)
Werke im öffentlichen Raum
- Wandmosaik, Haus der Jugend, Freiburg, 1966[2]
- Sternenweg, Sarajewo
- Klangschiff „Im Augenblick“, Friedrichshafen
- Radbühne, Neuf-Brisach, seit 2012 im Breisach am Rhein
- Europa greift nach den Sternen, Münsterplatz, Breisach
- Sackträgerbrunnen, Denzlingen, 1974
- Brunnen vor dem Landratsamt Freiburg
- Gestaltung des Cafés Galerie Etoile, Breisach, 2011[3]

Kirchengestaltungen
- Wallfahrtskapelle Maria, Mutter Europas, Bärenthal-Gnadenweiler, 2007
- Pfarrkirche St. Leodegar, Bad Krozingen-Biengen, 1986–87
- Stephansmünster, Breisach; Dornenkranz in der Krypta, 1978
- Pfarrkirche St. Jakobus, Denzlingen
- St. Michael, Freiburg-Haslach, 1988–1996
- St. Bartholomäus, Freigericht-Bernbach, 1996
- St. Laurentiuskirche, Niederrimsingen; Hochaltar und Ambo
- St. Columba (Pfaffenweiler), 1976–1978
- Pfarrkirche St. Nikolaus, Schluchsee
- Pfarrkirche St. Gallus, Tettnang, 1990–1991
- Pfarrkirche Weißenkirchen an der Perschling in Niederösterreich
- Vaterunser-Kapelle (Buchenbach)
- Dekanatspfarrkirche Telfs, Tirol; Großteil der Innenausstattung

## Publikationen
- Welt-Uhr-Aufführung. Michaels und Sophias Schöpfungslied. Mysterienspiel. Lindenberg 2000, ISBN 3-89870-316-9.